# Stathmos
Stathmos eller Vågfabriksaktiebolaget Stathmos grundades år 1898 i Stockholm. Tillverkning av och försäljning av Aug. Stöckig automatiska våg - Stathmos. Tillverkning av vågar i storlekar från brevvågar till Wagganvågar. År 1941 flyttades fabriken till Eskilstuna.
1966 gick Lindells vågfabrik upp i Stathmos AB, varvid företagets namn ändrades till Stathmos-Lindell AB. År 1967 upphör tillverkningen i Eskilstuna och företaget flyttar till Jönköping. Kvar i Eskilstuna blir endast service och försäljningskontor. I Eskilstuna upphör servicekontoret helt och hållet år 1992.